# Sansol
Sansol (en euskera: Santsol) es una villa y municipio español de la Comunidad Foral de Navarra situado en  la comarca de Estella Occidental, en la Merindad de Estella y a 69 km de la capital de la comunidad, Pamplona. Su población en 2024 era de 89 habitantes (INE). Villa regada por el río Melgar. 

## Toponimia
Es un hagiotopónimo; ecclesia Sancti Zoili iglesia de San Zoilo. Dada la evolución, una asociación por etimología popular con sol era inevitable: Sancto Sole 1176. Esta explicación es válida igualmente para Sonsoles (Ávila), aquí con adición de la /s/ a la forma de genitivo latino. Compárese más cerca del original, Sanzoles (Zamora).

## Demografía
Sansol cuenta con una población de 89 habitantes (INE 2024).
| Gráfica de evolución demográfica de Sansol entre 1842 y 2021                                                        |
| |
| Población de derecho según los censos de población del INE Población de hecho según los censos de población del INE |